# フーミー県

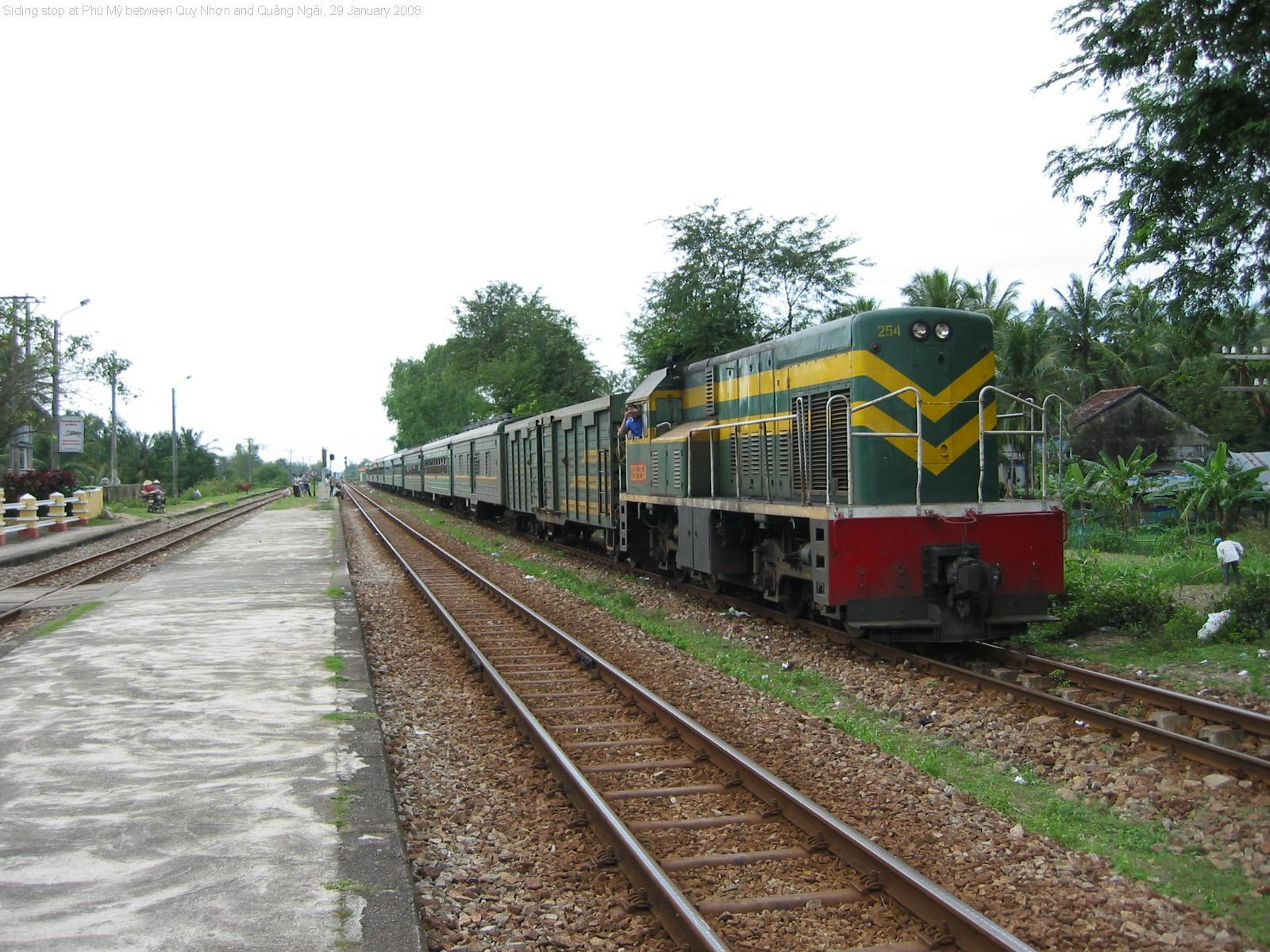
北行きの鉄道

フーミー県（フーミーけん、ベトナム語：Huyện Phù Mỹ / 縣符美?）は、ベトナム社会主義共和国ビンディン省の県である。